# 警視長
警視長是日本警察官的階級之一，位居警視正之上、警視監之下，相當於自衛隊階級「將補」（少將）。

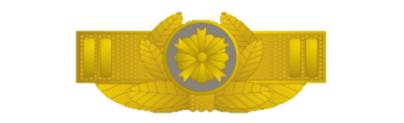
警視長的階級胸章

屬這階級的役職包括警察廳本廳課長、參事官、警察大學校部長、管區警察局部長；警視廳生活安全、地域、交通、警備、暴力團對策的各部長、主要參事官；道府指定縣警察本部的部長、主要參事官；中小規模警察本部的本部長、北海道警察本部的方面本部長。
只有少數非國家公務員（ノンキャリア）能昇任到此階級。國家公務員組（キャリア）大概於40歲後半昇任到此階級。還有推薦組的全体人員可以昇進警視長，大規模的警察本部的部長有時候會在退休時昇任警視長。

## 負責的主要職位
- 警察廳－各課課長、室主任
- 警察廳地方機關（管區警察局）－總務監察·廣域調整部長·學校校長·首席監察官（只有關東管區）
- 警察大學－各教養部長·財務捜査研修所所長
- 科學警察研究所－總務部長·研究調整官
- 警視廳－生活安全·地域·交通·組織犯罪對策部長·学校校長·主要參事官
- 警視廳方面本部長
- 警察本部長
- 北海道警察－警務、總務部長、方面本部長
- 宮城縣警察－刑事部部長
- 府、指定縣警察本部－警務、總務、刑事、生活安全、地域、交通、警備部長
- 中小規模的縣警察本部－本部長

## 相等職級
- 臺灣警察高階警官的三線一星（職銜：大隊長、分局長、縣市警察局副局長）、三線二星（職銜：縣市警察局長、直轄市警察局副局長、直轄市警察局主任秘書、臺灣警察專科學校教育長）

## 有名之虛構人物
- 青山剛昌作品《名偵探柯南》：小田切敏郎（警視廳刑事部部長）、遠山銀司郎（大阪府警察本部刑事部長）
- 佐藤文也、天樹征丸作品《金田一37岁事件簿》：明智健悟
- 《相棒》中刑事部长内村莞儿（实际为警视长，但按规章应为警视监）